# Vans

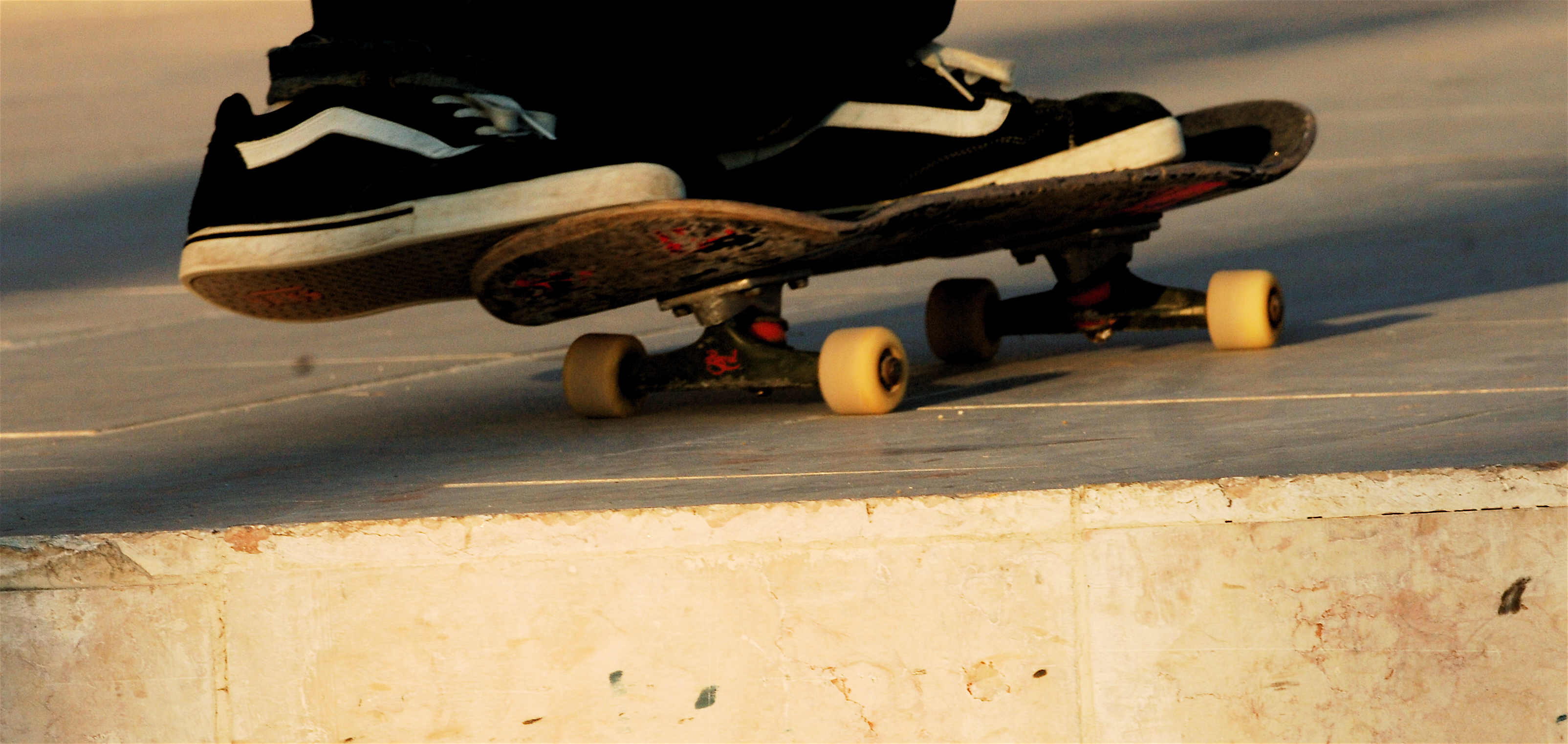
Um rapaz a andar de skate com um ténis Vans.

Vans é uma fabricante americana de vestuário e calçados para BMX, snowboard,  skate, surf e motocross, sediada em Cypress (Califórnia). 

## História

### Fundação
Fundada no dia 16 de março de 1966 em Anaheim, Califórnia, pelos irmãos Paul Van Doren e James Van Doren ao lado dos sócios Gordon Lee e Serge D'Elia. O primeiro nome da Vans era "The Van Doren Rubber Company". Paul Van Doren e D'Elia possuiam a maior parte da empresa, enquanto James e Lee tinham apenas dez porcento cada. Na primeira manhã a loja vendeu doze pares de tênis do modelo chamado "Authentic". A empresa tinha três modelos, que custavam entre $2,49 e $4,99 dólares. 
Apesar de mais doze pares terem sido encomendados, eles ainda não haviam sido feitos, então Paul Van Doren e Lee correram para a fábrica para fazerem os pares e pediram que os clientes voltassem no fim da tarde. Ao fim da tarde quando eles voltaram, perceberam que haviam esquecido de separar troco para darem aos compradores, então deixaram que levassem os sapatos e pediram que retornassem no dia seguinte para pagar. E foi o que aconteceu, todos voltaram para pagar pelas suas compras.

### Anos 70
A companhia continuou crescendo e skatistas que usavam os produtos deles eram vistos por todo o sul da Califórnia no início da década. Em 1975 o Vans "#95", hoje conhecido como "Era" foi desenhado pelo skatista profissional Tony Alva e a personalidade do skate Stacy Peralta. Com acolchoamento e diferentes combinações de cores o Era tornou-se a escolha de uma geração de skatistas, devido a sola antiderrapante oferecer uma melhor aderência.
Em 1976 a empresa anuncia o "#44" que tornou-se popular no sul da Califórnia, entre os praticantes de skate e BMX, com o nome "Slip-On".
No final da década a Vans havia aberto sete lojas no estado e tinha importadores para vendas no exterior.

### Anos 80
Durante os anos 80, Paul Van Doren começou a ter menos importância nas atividades da companhia. Durante esse período a marca criou muitos modelos para fazer esportes como wakeboarding, motocross e surfe num esforço para competir com as grandes empresas de sapatos. O modelo Slip-On ganhou atenção internacional quando apareceu no filme "Picardias Estudantis", originalmente chamado "Fast Times at Ridgemont High", sendo usado por Sean Penn.
Viraram símbolo da geração punk, passando a fazer parte do vestuário de bandas de rock alternativo.

### Falência
A Vans tinha uma dívida de 12 milhões de dólares no fim de 1984. Logo após a empresa entrou em falência e Paul Van Doren só conseguiu quitar a dívida depois de dois anos devido a grande demanda por calçados. Posteriormente produziram mais de 2 milhões de calçados e geraram 50 milhões de dólares.

### 1988-1989
Em 1988 Paul Van Doren vende a Vans para o banco de McCown De Leeuw & Co. por $74.400.000 dólares. Em 1989, muitos fabricantes de sapatos falsificados da Vans foram apreendidos pelas autoridades norte-americanas e mexicanas.

### Anos 90
A Vans fecha sua fábrica em Orange (Califórnia) e começa a fabricar sapatos no exterior em 1994. Também nesse ano iniciam o concurso "Vans Triple Crown" de skate. Em 1998 a Vans inaugura uma pista de skate em Condado de Orange (Califórnia) de 4.300m² de área.
Nos anos 90 os modelos Slip On, Old Skool e SK8 foram reeditados em várias cores e estampas personalizadas por artistas, inspirando a moda retrô "Snakers" e tornando-se peça comum no guarda-roupa fashion das top models e celebridades.

### Século XXI
No início do século XXI, Steve Van Doren, filho de Paul Van Doren, permanece com a empresa, assim como sua irmã e sua filha Cheryl Kristy. Em 2000 e 2001, a Forbes reconheceu Vans como um das "Melhores pequenas empresas da América".
Em 2002, Vans abriu um skatepark fechada no festival "Bay Mall" na Internacional Drive, em Orlando, na Flórida, que acabou por ser encerrado em 21 de janeiro de 2012. Neste momento, os sapatos ainda estavam sendo vendidos por menos de 45 dólares.
Em 2004, foi lançou o recurso de customização em seu site, através do qual os clientes poderiam desenhar o seu próprio par de Slip-On, cano médio ou alto. E a partir de 2013, os clientes também começaram a poder desenhar o Era, Slip-On, Old Skool, Authentic, Authentic Lo-Pro, e 106 calçados vulcanizados.
A partir de agosto de 2013, a equipe de skate Vans filmou um vídeo de Geoff Rowley, o vídeo vai representar uma equipe de skatistas da Vans, retribuindo o apoio que tem recebido da marca de calçados até agora. O cineasta Greg Hunt, que já trabalhou no vídeo Alien Workshop Mindfield, é o único responsável pelo vídeo.

### Lojas Físicas[2]
- Angola
- Argentina
- Austrália
- Áustria
- Bélgica
- Brasil
- Canadá
- Chile
- China
- Dinamarca
- Egipto
- Finlândia
- França
- Alemanha
- Grécia
- Hong Kong
- Hungria
- Índia
- Irlanda
- Israel
- Itália
- Japão
- Kuwait
- Luxemburgo
- Malásia
- México
- Países Baixos
- Nova Zelândia
- Filipinas
- Polónia
- Portugal
- Porto Rico
- Roménia
- Rússia
- Singapura
- África do Sul
- Coreia do Sul
- Espanha
- Suíça
- Suêcia
- Taiwan
- Tailândia
- Ucrânia
- Emirados Árabes Unidos
- Reino Unido
- Estados Unidos da América
- Vietname

## Linhas de Produtos Vans
- The Peanuts Snoppy
- The Beatles
- Star Wars
- The Simpsons
- Disney
- Pixar
- Toy Story
- Bob Esponja
- Nintendo
- David Bowie
- Harry Potter
- Led Zeppelin